# Großer Preis von Monaco 2002
Der Große Preis von Monaco 2002 (offiziell LX Grand Prix de Monaco) fand am 26. Mai auf dem Circuit de Monaco in Monte Carlo statt und war das siebte Rennen der Formel-1-Weltmeisterschaft 2002.

## Berichte

### Hintergrund
Nach dem Großen Preis von Österreich führte Michael Schumacher in der Fahrerwertung mit 27 Punkten vor Juan Pablo Montoya und mit 31 Punkten vor Ralf Schumacher. In der Konstrukteurswertung führte Ferrari mit 16 Punkten vor Williams-BMW und mit 52 Punkten vor McLaren-Mercedes.
Mit Michael Schumacher (fünfmal), David Coulthard und Olivier Panis (jeweils einmal) traten drei ehemalige Sieger zu diesem Grand Prix an.

### Training
Vor dem Rennen am Sonntag fanden vier Trainingssitzungen statt, jeweils zwei am Freitag und Samstag. Die Sitzungen am Freitagmorgen und -nachmittag dauerten jeweils eine Stunde; die dritte und vierte Sitzung am Samstagmorgen dauerte jeweils 45 Minuten.
Am Freitag fuhr Jarno Trulli die schnellste Runde, gefolgt von Allan McNish und Coulthard. Am Samstag war erneut Trulli der Schnellste, gefolgt von Coulthard und Montoya.

### Qualifying
Das Qualifying am Samstagnachmittag dauerte eine Stunde. Jeder Fahrer war auf zwölf Runden begrenzt, wobei die Startreihenfolge durch die schnellsten Runden der Fahrer bestimmt wurde. Während dieser Sitzung war die 107-Prozent-Regel in Kraft, die erforderte, dass jeder Fahrer eine Zeit innerhalb von 107 % der schnellsten Runde aufstellte, um sich für das Rennen zu qualifizieren.
Im Qualifying sicherte sich Montoya mit einer Rundenzeit von 1:16,676 Minuten die Pole-Position. Zweiter wurde Coulthard vor Michael Schumacher.

### Warm Up
Im Warm Up war Heinz-Harald Frentzen der Schnellste. Dahinter platzierte sich Michael Schumacher vor Coulthard.

### Rennen
Coulthard nutzte einen schleppenden Start von Montoya aus und übernahm die Führung, während Michael Schumacher vor seinem Bruder den dritten Platz belegte. Weiter hinten herrschte unterdessen Aufregung, da Jacques Villeneuves BAR wegen Kupplungsproblemen nicht aus der Startaufstellung kam. Der Kanadier konnte das Rennen dann mit einer Runde Rückstand wieder aufnehmen. Probleme gab es auch für Jenson Button, der wegen eines Frühstarts eine Durchfahrtsstrafe erhielt, obwohl er dann feststeckte und bis zum Ende der ersten Runde um neun Plätze auf den 17. Platz zurückgefallen war. An der Spitze blieb Coulthard vorne, konnte seinen Vorsprung jedoch nicht ausbauen, da die ersten vier alle innerhalb von jeweils einer Sekunde lagen. Der Schotte baute seinen Vorsprung erst nach und nach aus und nach zwölf Runden betrug Coulthards Vorsprung nur etwas mehr als eine Sekunde, während Montoya Michael Schumacher mit einem ähnlichen Vorsprung hinter sich hielt.
Allerdings bekam der Williams-Pilot dann Probleme mit dem Führenden mitzuhalten, fiel nach und nach zurück und hielt dabei Michael Schumacher auf. Der Deutsche war der Erste der Spitzenreiter, der in Runde 44 anhielt und damit den langsameren Montoya von seinem Weg verdrängte, bevor der Kolumbianer ironischerweise später in dieser Runde wegen eines Motorschadens ausscheiden musste. Michael Schumacher war eindeutig vom langsameren Williams aufgehalten worden, als er aus der Box kam, die schnellste Runde des Rennens fuhr und sich Coulthard näherte. Da die Reifen des Schotten viel stärker abgenutzt waren als die von Michael Schumacher, hatte das McLaren-Team keine andere Wahl, als Coulthard frühzeitig in die Box zu holen, wobei der Schotte mit einer Sekunde Vorsprung zurückkam. Er gewann das Rennen schlussendlich knapp vor Michael Schumacher. Ralf Schumacher komplettierte das Podium und Platz drei. Auf den weiteren Punkterängen folgten Trulli, Giancarlo Fisichella und Frentzen. Rubens Barrichellos enttäuschendes Wochenende endete mit dem siebten Platz, nachdem er einen zweiten Boxenstopp eingelegt hatte, um den Schaden zu reparieren, der durch einen Aufprall auf Kimi Räikkönen in der Schikane entstanden war, was den McLaren-Fahrer aus dem Rennen warf. Barrichello erhielt zudem eine 10-Sekunden-Stop-and-Go-Strafe als Unfallverursacher, allerdings gelang ihm im Anschluss mit einer Rundenzeit von 1:18,023 Minuten ein neuer Rundenrekord.
Nick Heidfeld belegte den achten Platz vor den Jaguars von Eddie Irvine und Pedro de la Rosa. Mark Webber im Minardi war auf dem Weg zu einem Top-Ten-Ergebnis gewesen, musste dann aber einen späten Boxenstopp einlegen, der ihn auf den elften Platz zurückwarf. Enrique Bernoldi kam als Zwölfter und Letzter ins Ziel, obwohl er bei einem Zusammenstoß mit Felipe Massa sein Auto beschädigte und wegen des Abkürzens der Schikane eine Durchfahrtsstrafe erhielt.
Mit Panis, dem Gewinner des Großen Preises von 1996 gab es noch einen Fahrer, der bei allen bisherigen sieben Saisonrennen nicht ins Ziel kam.
Sowohl in der Fahrer- als auch in der Konstrukteurswertung blieben die ersten drei Positionen unverändert.

## Meldeliste
| Team                       | Nr. | Fahrer                | Chassis        | Motor                 | Reifen |
| -------------------------- | --- | --------------------- | -------------- | --------------------- | ------ |
| Scuderia Ferrari Marlboro  | 01  | Michael Schumacher    | Ferrari F2002  | Ferrari 3.0 V10       | B      |
| Scuderia Ferrari Marlboro  | 02  | Rubens Barrichello    | Ferrari F2002  | Ferrari 3.0 V10       | B      |
| West McLaren Mercedes      | 03  | David Coulthard       | McLaren MP4-17 | Mercedes-Benz 3.0 V10 | M      |
| West McLaren Mercedes      | 04  | Kimi Räikkönen        | McLaren MP4-17 | Mercedes-Benz 3.0 V10 | M      |
| BMW.WilliamsF1 Team        | 05  | Ralf Schumacher       | Williams FW24  | BMW 3.0 V10           | M      |
| BMW.WilliamsF1 Team        | 06  | Juan Pablo Montoya    | Williams FW24  | BMW 3.0 V10           | M      |
| Sauber Petronas            | 07  | Nick Heidfeld         | Sauber C21     | Petronas 3.0 V10      | B      |
| Sauber Petronas            | 08  | Felipe Massa          | Sauber C21     | Petronas 3.0 V10      | B      |
| DHL Jordan Honda           | 09  | Giancarlo Fisichella  | Jordan EJ12    | Honda 3.0 V10         | B      |
| DHL Jordan Honda           | 10  | Takuma Satō           | Jordan EJ12    | Honda 3.0 V10         | B      |
| Lucky Strike BAR Honda     | 11  | Jacques Villeneuve    | BAR 004        | Honda 3.0 V10         | B      |
| Lucky Strike BAR Honda     | 12  | Olivier Panis         | BAR 004        | Honda 3.0 V10         | B      |
| Mild Seven Renault F1 Team | 14  | Jarno Trulli          | Renault R202   | Renault 3.0 V10       | M      |
| Mild Seven Renault F1 Team | 15  | Jenson Button         | Renault R202   | Renault 3.0 V10       | M      |
| Jaguar Racing              | 16  | Eddie Irvine          | Jaguar R3      | Ford Cosworth 3.0 V10 | M      |
| Jaguar Racing              | 17  | Pedro de la Rosa      | Jaguar R3      | Ford Cosworth 3.0 V10 | M      |
| Orange Arrows Cosworth     | 20  | Heinz-Harald Frentzen | Arrows A23     | Ford Cosworth 3.0 V10 | B      |
| Orange Arrows Cosworth     | 21  | Enrique Bernoldi      | Arrows A23     | Ford Cosworth 3.0 V10 | B      |
| KL Minardi Asiatech        | 22  | Alex Yoong            | Minardi PS02   | Asiatech 3.0 V10      | M      |
| KL Minardi Asiatech        | 23  | Mark Webber           | Minardi PS02   | Asiatech 3.0 V10      | M      |
| Panasonic Toyota Racing    | 24  | Mika Salo             | Toyota TF102   | Toyota 3.0 V10        | M      |
| Panasonic Toyota Racing    | 25  | Allan McNish          | Toyota TF102   | Toyota 3.0 V10        | M      |

## Klassifikationen

### Qualifying
| Pos.                                                                       | Fahrer                | Konstrukteur     | Zeit     | Start |
| -------------------------------------------------------------------------- | --------------------- | ---------------- | -------- | ----- |
| 01                                                                         | Juan Pablo Montoya    | Williams-BMW     | 1:16,676 | 01    |
| 02                                                                         | David Coulthard       | McLaren-Mercedes | 1:17,068 | 02    |
| 03                                                                         | Michael Schumacher    | Ferrari          | 1:17,118 | 03    |
| 04                                                                         | Ralf Schumacher       | Williams-BMW     | 1:17,274 | 04    |
| 05                                                                         | Rubens Barrichello    | Ferrari          | 1:17,357 | 05    |
| 06                                                                         | Jarno Trulli          | Renault          | 1:17,552 | 06    |
| 07                                                                         | Kimi Räikkönen        | McLaren-Mercedes | 1:17,660 | 07    |
| 08                                                                         | Jenson Button         | Renault          | 1:18,132 | 08    |
| 09                                                                         | Mika Salo             | Toyota           | 1:18,234 | 09    |
| 10                                                                         | Allan McNish          | Toyota           | 1:18,292 | 10    |
| 11                                                                         | Giancarlo Fisichella  | Jordan-Honda     | 1:18,342 | 11    |
| 12                                                                         | Heinz-Harald Frentzen | Arrows-Cosworth  | 1:18,607 | 12    |
| 13                                                                         | Felipe Massa          | Sauber-Petronas  | 1:19,006 | 13    |
| 14                                                                         | Jacques Villeneuve    | BAR-Honda        | 1:19,252 | 14    |
| 15                                                                         | Enrique Bernoldi      | Arrows-Cosworth  | 1:19,412 | 15    |
| 16                                                                         | Takuma Satō           | Jordan-Honda     | 1:19,461 | 16    |
| 17                                                                         | Nick Heidfeld         | Sauber-Petronas  | 1:19,500 | 17    |
| 18                                                                         | Olivier Panis         | BAR-Honda        | 1:19,569 | 18    |
| 19                                                                         | Mark Webber           | Minardi-Asiatech | 1:19,674 | 19    |
| 20                                                                         | Pedro de la Rosa      | Jaguar-Cosworth  | 1:19,796 | 20    |
| 21                                                                         | Eddie Irvine          | Jaguar-Cosworth  | 1:20,139 | 21    |
| 22                                                                         | Alex Yoong            | Minardi-Asiatech | 1:21,599 | 22    |
| 107-Prozent-Zeit: 1:22,043 min (bezogen auf die Bestzeit von 1:16,676 min) |                       |                  |          |       |

### Rennen
| Pos. | Fahrer                | Konstrukteur     | Runden | Stopps | Zeit        | Start | Schnellste Runde |
| ---- | --------------------- | ---------------- | ------ | ------ | ----------- | ----- | ---------------- |
| 01   | David Coulthard       | McLaren-Mercedes | 78     | 1      | 1:45:39,055 | 02    | 1:19,360 (74.)   |
| 02   | Michael Schumacher    | Ferrari          | 78     | 1      | + 1,050     | 03    | 1:18,652 (51.)   |
| 03   | Ralf Schumacher       | Williams-BMW     | 78     | 2      | + 1:07,450  | 04    | 1:19,489 (61.)   |
| 04   | Jarno Trulli          | Renault          | 77     | 1      | + 1 Runde   | 06    | 1:20,445 (46.)   |
| 05   | Giancarlo Fisichella  | Jordan-Honda     | 77     | 1      | + 1 Runde   | 11    | 1:19,120 (70.)   |
| 06   | Heinz-Harald Frentzen | Arrows-Cosworth  | 77     | 2      | + 1 Runde   | 12    | 1:19,601 (76.)   |
| 07   | Rubens Barrichello    | Ferrari          | 77     | 3      | + 1 Runde   | 05    | 1:18,023 (68.)   |
| 08   | Nick Heidfeld         | Sauber-Petronas  | 76     | 1      | + 2 Runden  | 17    | 1:20,927 (64.)   |
| 09   | Eddie Irvine          | Jaguar-Cosworth  | 76     | 1      | + 2 Runden  | 21    | 1:21,059 (63.)   |
| 10   | Pedro de la Rosa      | Jaguar-Cosworth  | 76     | 1      | + 2 Runden  | 20    | 1:20,953 (62.)   |
| 11   | Mark Webber           | Minardi-Asiatech | 76     | 2      | + 2 Runden  | 19    | 1:19,968 (69.)   |
| 12   | Enrique Bernoldi      | Arrows-Cosworth  | 76     | 2      | + 2 Runden  | 15    | 1:20,117 (73.)   |
| –    | Mika Salo             | Toyota           | 69     | 2      | DNF         | 09    | 1:19,479 (62.)   |
| –    | Felipe Massa          | Sauber-Petronas  | 63     | 2      | DNF         | 13    | 1:21,057 (55.)   |
| –    | Olivier Panis         | BAR-Honda        | 51     | 0      | DNF         | 18    | 1:21,916 (32.)   |
| –    | Jenson Button         | Renault          | 51     | 2      | DNF         | 08    | 1:20,720 (41.)   |
| –    | Juan Pablo Montoya    | Williams-BMW     | 46     | 0      | DNF         | 01    | 1:20,346 (36.)   |
| –    | Jacques Villeneuve    | BAR-Honda        | 44     | 0      | DNF         | 14    | 1:22,037 (34.)   |
| –    | Kimi Räikkönen        | McLaren-Mercedes | 41     | 1      | DNF         | 07    | 1:20,426 (39.)   |
| –    | Alex Yoong            | Minardi-Asiatech | 29     | 1      | DNF         | 22    | 1:22,784 (25.)   |
| –    | Takuma Satō           | Jordan-Honda     | 22     | 0      | DNF         | 16    | 1:22,148 (18.)   |
| –    | Allan McNish          | Toyota           | 15     | 0      | DNF         | 10    | 1:22,250 (15.)   |

## WM-Stände nach dem Rennen
Die ersten sechs des Rennens bekamen 10, 6, 4, 3, 2 bzw. 1 Punkt(e).

### Fahrerwertung
| Pos. | Fahrer               | Konstrukteur     | Punkte |
| ---- | -------------------- | ---------------- | ------ |
| 01   | Michael Schumacher   | Ferrari          | 60     |
| 02   | Ralf Schumacher      | Williams-BMW     | 27     |
| 03   | Juan Pablo Montoya   | Williams-BMW     | 27     |
| 04   | David Coulthard      | McLaren-Mercedes | 20     |
| 05   | Rubens Barrichello   | Ferrari          | 12     |
| 06   | Jenson Button        | Renault          | 8      |
| 07   | Nick Heidfeld        | Sauber-Petronas  | 5      |
| 08   | Kimi Räikkönen       | McLaren-Mercedes | 4      |
| 09   | Giancarlo Fisichella | Jordan-Honda     | 4      |
| 10   | Eddie Irvine         | Jaguar-Cosworth  | 3      |
| 11   | Jarno Trulli         | Renault          | 3      |

| Pos. | Fahrer                | Konstrukteur     | Punkte |
| ---- | --------------------- | ---------------- | ------ |
| 12   | Felipe Massa          | Sauber-Petronas  | 3      |
| 13   | Mark Webber           | Minardi-Asiatech | 2      |
| 14   | Mika Salo             | Toyota           | 2      |
| 15   | Heinz-Harald Frentzen | Arrows-Cosworth  | 2      |
| 16   | Jacques Villeneuve    | BAR-Honda        | 0      |
| 17   | Allan McNish          | Toyota           | 0      |
| 18   | Alex Yoong            | Minardi-Asiatech | 0      |
| 19   | Pedro de la Rosa      | Jaguar-Cosworth  | 0      |
| 20   | Takuma Satō           | Jordan-Honda     | 0      |
| 21   | Enrique Bernoldi      | Arrows-Cosworth  | 0      |
| –    | Olivier Panis         | BAR-Honda        | 0      |

### Konstrukteurswertung
| Pos. | Konstrukteur     | Punkte |
| ---- | ---------------- | ------ |
| 01   | Ferrari          | 72     |
| 02   | Williams-BMW     | 54     |
| 03   | McLaren-Mercedes | 24     |
| 04   | Renault          | 11     |
| 05   | Sauber-Petronas  | 8      |
| 06   | Jordan-Honda     | 4      |

| Pos. | Konstrukteur     | Punkte |
| ---- | ---------------- | ------ |
| 07   | Jaguar-Cosworth  | 3      |
| 08   | Minardi-Asiatech | 2      |
| 09   | Toyota           | 2      |
| 10   | Arrows-Cosworth  | 2      |
| 11   | BAR-Honda        | 0      |